# 左大動脈弓
左大動脈弓（さだいどうみゃくきゅう）は、心臓の左心室から全身に血液を送り出す動脈の本幹。

## 解剖
上行大動脈・大動脈弓・下行大動脈に区分され、下行大動脈はさらに胸大動脈と腹大動脈とに分かれる。